# Mietoinen
Mietoinen est une ancienne municipalité situé dans le sud-ouest de la Finlande, dans la province de Finlande occidentale et la région de Finlande du Sud-Ouest.
Malgré la proximité de Turku, la capitale provinciale (30 km), elle reste largement rurale. L'essentiel de la commune a été défrichée, la forêt ne subsistant qu'à l'état d'îlots ce qui est rare sinon exceptionnel en Finlande.
La paroisse est très ancienne, elle existe en effet déjà lorsque Maunu II Tavast, futur évêque catholique de Finlande, y nait en 1357.
Aujourd'hui, ses curiosités touristiques se limitent à son église de pierre (1643) et à un petit musée.
En février 2006, la municipalité a signé un accord avec la commune voisine de Mynämäki. Il prévoit la fusion des deux communes au 1er janvier 2007, sous le nom de Mynämäki mais en conservant le blason de Mietoinen.
Outre Mynämäki au nord, les communes voisines sont Vehmaa à l'ouest, Askainen au sud, Lemu au sud-est et Nousiainen à l'est.